# Richard Bruyère
Richard Bruyère, nacido en 1953 en Chalons-sur-Marne es un escultor francés.

## Datos biográficos
Alumno de las escuelas de Bellas Artes de Reims y París. Fue alumno de Charles Auffret . 
Permanece dos años becado en Madrid y obtiene el premio de la Casa de Velázquez en 1980 -1981 en su 51 edición
Medalla de oro de escultura, en el Salón de artistas franceses. 
Ha realizado esculturas para decorados de películas.

## Obras
Entre las mejores y más conocidas obras de Richard Bruyère se incluyen las siguientes:
- Bajorrelieves en Chalons-en-Champagne: Pierre Dac, Jean Talon.
- Busto de Nicolas Appert en Chicago (EE.UU.), Massy, Matalaverne Chalons en Champagne y el Museo de Bellas Artes y Arqueología de Chalons-en-Champagne Sala Appert.
- Violaine, figura de mujer sentada, fundición .